# Bang Khae
Bang Khae (thailändisch บางแค, bāːŋ kʰɛ̄ː) ist einer der 50 Bezirke (Khet) in Bangkok, der Hauptstadt von Thailand. Bang Khae ist der Bezirk von Bangkok mit der höchsten Einwohnerzahl.

## Geographie
Bang Khae wird im Norden begrenzt vom Khlong Bang Chueng Nang, im Osten vom Khlong Ratchamontri, im Süden vom Khlong Bang Kholat und im Westen vom Khlong Thawi Wattana.
Die benachbarten Bezirke sind im Uhrzeigersinn von Norden aus: Thawi Watthana, Taling Chan, Phasi Charoen, Bang Bon und Nong Khaem.

## Geschichte
Ursprünglich war das Gebiet des heutigen Bang Khae ein Tambon des Landkreises (Amphoe) Phasi Charoen in der Provinz Thonburi.
Im Jahr 1972 wurden die Provinzen Thonburi und Phra Nakhon zum Sonderverwaltungsgebiet „Krung Thep Maha Nakhon“ (Bangkok) zusammengelegt, dabei wurde Bang Khae ein Unterbezirk von Phasi Charoen. Die Verwaltungseinheiten der Hauptstadt wurden beibehalten, nur wurden die Amphoe zu Khet umbenannt, die Tambon zu Khwaeng.
Als später Phasi Charoen an Bevölkerung zunahm, wurde ein neuer Bezirk, Phasi Charoen Sakha 1, eingerichtet, der seinerzeit aus den Unterbezirken Bang Khae, Bang Khae Nuea und Bang Phai bestand.
Am 18. November 1997 wurde der Bezirk Phasi Charoen Sakha 1 mit dem Unterbezirk Lak Song, der Teil des Bezirks Nong Khaem war, zu einem neuen Bezirk mit dem Namen Bang Khae zusammengelegt. Am 6. März 1998 wurden die Verwaltungseinheiten von Bang Khae reorganisiert: die Grenzen der Unterbezirke blieben allerdings erhalten.

## Sehenswürdigkeiten
- Vogel-Beobachtungen an einem natürlichen See (in der Nähe des Phuttha Monthon Sai 3)
- Orchideen-Farmen
- Future Park Bang Khae, Thanon Phetkasem (Phetkasem-Straße)

## Verkehr
Hauptachsen des Straßenverkehrs sind die Thanon Kanchanaphisek (Autobahn 9 – Äußere Bangkoker Ringstraße), die Bang Khae in nord-südlicher Richtung durchquert, und die west-östlich verlaufende Thanon Phetkasem (Nationalstraße 4).
Durch den Bezirk führt die blaue Linie der Bangkoker U-Bahn (MRT) mit den Stationen Bang Khae und Lak Song.

## Wirtschaft
An der Thanon Phetkasem befindet sich das Einkaufszentrum The Mall Bang Khae.

## Verwaltung
Der Bezirk ist in vier Unterbezirke (Khwaeng) gegliedert:
| Nr. | Name Khwaeng   | Thai      | Einw.  |
| --- | -------------- | --------- | ------ |
| 1.  | Bang Khae      | บางแค     | 39.361 |
| 2.  | Bang Khae Nuea | บางแคเหนือ | 61.172 |
| 3.  | Bang Phai      | บางไผ่     | 40.464 |
| 4.  | Lak Song       | หลักสอง    | 51.122 |